# Манадиші 1-і
Манадиші́ 1-і (рос. Манадишы 1-е, ерз. Мадышка васеньце) — село у складі Ардатовського району Мордовії, Росія. Входить до складу Сілінського сільського поселення.

## Населення
Населення — 202 особи (2010; 231 у 2002).
Національний склад (станом на 2002 рік):
- росіяни — 91 %